# Mistrzostwa Europy w Łucznictwie Polowym 2021
24. Mistrzostwa Europy w łucznictwie polowym odbyły się w dniach 5–12 września 2021 roku w Porcu (Chorwacja). Zawodniczki i zawodnicy startowali w konkurencji łuków dowolnych, gołych oraz bloczkowych. Po raz pierwszy rozegrano zawody mikstów.
Polacy nie startowali.

## Medaliści

### Kobiety
| Konkurencja:     | Złoto:                                                  | Srebro:                                                          | Brąz:                                             |
| łuk dowolny      | Chiara Rebagliati                                       | Denisa Baránková                                                 | Ana Umer                                          |
| łuk bloczkowy    | Sara Ret                                                | Amanda Mlinarić                                                  | Irene Franchini                                   |
| łuk goły         | Cinzia Noziglia                                         | Lina Björklund                                                   | Tina Gutman                                       |
| zawody drużynowe | Włochy · Cinzia Noziglia · Chiara Rebagliati · Sara Ret | Francja · Christine Gauthe · Tiphaine Renaudin · Laurena Villard | Słowenia · Tina Gutman · Dolores Kosec · Ana Umer |

### Mężczyźni
| Konkurencja:     | Złoto:                                                            | Srebro:                                                    | Brąz:                                                       |
| łuk dowolny      | Florian Unruh                                                     | Patrick Huston                                             | Marco Morello                                               |
| łuk bloczkowy    | Domagoj Buden                                                     | Marco Bruno                                                | Mike Schloesser                                             |
| łuk goły         | Martin Ottosson                                                   | Cesar Vera Bringas                                         | Erik Jonsson                                                |
| zawody drużynowe | Hiszpania · Gonzalo Linares · Daniel Morillo · Cesar Vera Bringas | Włochy · Marco Bruno · Eric Esposito · Massimiliono Mandia | Niemcy · Henning Luepkemann · Michael Meyer · Florian Unruh |

### Mikst (seniorzy)
| Konkurencja:  | Złoto:                                       | Srebro:                                         | Brąz:                                       |
| łuk dowolny   | Wielka Brytania · Bryony Pitman · Conor Hall | Francja · Laurena Villard · Sam Herlicq         | Słowenia · Ana Umer · Luka Arnež            |
| łuk bloczkowy | Włochy · Sara Ret · Marco Bruno              | Wielka Brytania · Bayley Sargeant · Chris White | Chorwacja · Amanda Mlinarić · Domagoj Buden |
| łuk goły      | Włochy · Cinzia Noziglia · Eric Esposito     | Francja · Christine Gauthe · David Jackson      | Szwecja · Lina Björklund · Erik Jonsson     |

### Juniorki
| Konkurencja:     | Złoto:                                                      | Srebro:                                                | Brąz:                                                          |
| łuk dowolny      | Beatrice Miklos                                             | Metka Obljubek                                         | Tihana Kovačić                                                 |
| łuk bloczkowy    | Andrea Nicole Moccia                                        | Jaqueline Ringström                                    | Ylva Hjelle                                                    |
| łuk goły         | Eleonora Meloni                                             | Kathryn Morton                                         | Elena Topliceanu                                               |
| zawody drużynowe | Rumunia · Andreea Albu · Beatrice Miklos · Elena Topliceanu | Włochy · Sofia Caccia · Eleonora Meloni · Aiko Rolando | Wielka Brytania · Sinead Byrne · Kathryn Morton · Louisa Piper |

### Juniorzy
| Konkurencja:     | Złoto:                                                                | Srebro:                                                   | Brąz:                                                           |
| łuk dowolny      | František Heřmánek                                                    | Mario Timpu                                               | Matteo Balsamo                                                  |
| łuk bloczkowy    | Michea Godano                                                         | Tim Jevšnik                                               | Leonardo Constantino                                            |
| łuk goły         | Matteo Seghetta                                                       | Leo Pettersson                                            | Gašper Bolčina                                                  |
| zawody drużynowe | Szwecja · Marcus Arlefur-Wällstedt · Lukas Jacobsson · Leo Pettersson | Włochy · Matteo Balsamo · Michea Godano · Matteo Seghetta | Austria · Georg Finstermann · Raphael Goeth · Mario Hehenberger |

### Mikst (juniorzy)
| Konkurencja:  | Złoto:                                    | Srebro:                                  | Brąz:                                                    |
| łuk dowolny   | Słowenia · Metka Obljubek · Martin Mihevc | Chorwacja · Ana Štimac · Leo Sulik       | Włochy · Aiko Rolando · Matteo Balsamo                   |
| łuk bloczkowy | Włochy · Sofia Caccia · Michea Godano     | Chorwacja · Lara Drobnjak · Mihael Curic | Szwecja · Jaqueline Ringström · Marcus Arlefur-Wällstedt |

## Klasyfikacja medalowa
| Lp. | Państwo         | Złoto | Srebro | Brąz | Razem |
| 1.  | Włochy          | 11    | 4      | 5    | 20    |
| 2.  | Szwecja         | 2     | 3      | 3    | 8     |
| 3.  | Rumunia         | 2     | 1      | 1    | 4     |
| 4.  | Chorwacja       | 1     | 3      | 2    | 6     |
| 5.  | Wielka Brytania | 1     | 3      | 1    | 5     |
| 6.  | Słowenia        | 1     | 2      | 5    | 8     |
| 7.  | Hiszpania       | 1     | 1      | 0    | 2     |
| 8.  | Niemcy          | 1     | 0      | 1    | 2     |
| 9.  | Czechy          | 1     | 0      | 0    | 1     |
| 10. | Francja         | 0     | 3      | 0    | 3     |
| 11. | Słowacja        | 0     | 1      | 0    | 1     |
| 12. | Austria         | 0     | 0      | 1    | 1     |
| 12. | Holandia        | 0     | 0      | 1    | 1     |
| 12. | Norwegia        | 0     | 0      | 1    | 1     |